# Toshihiro Nagoshi

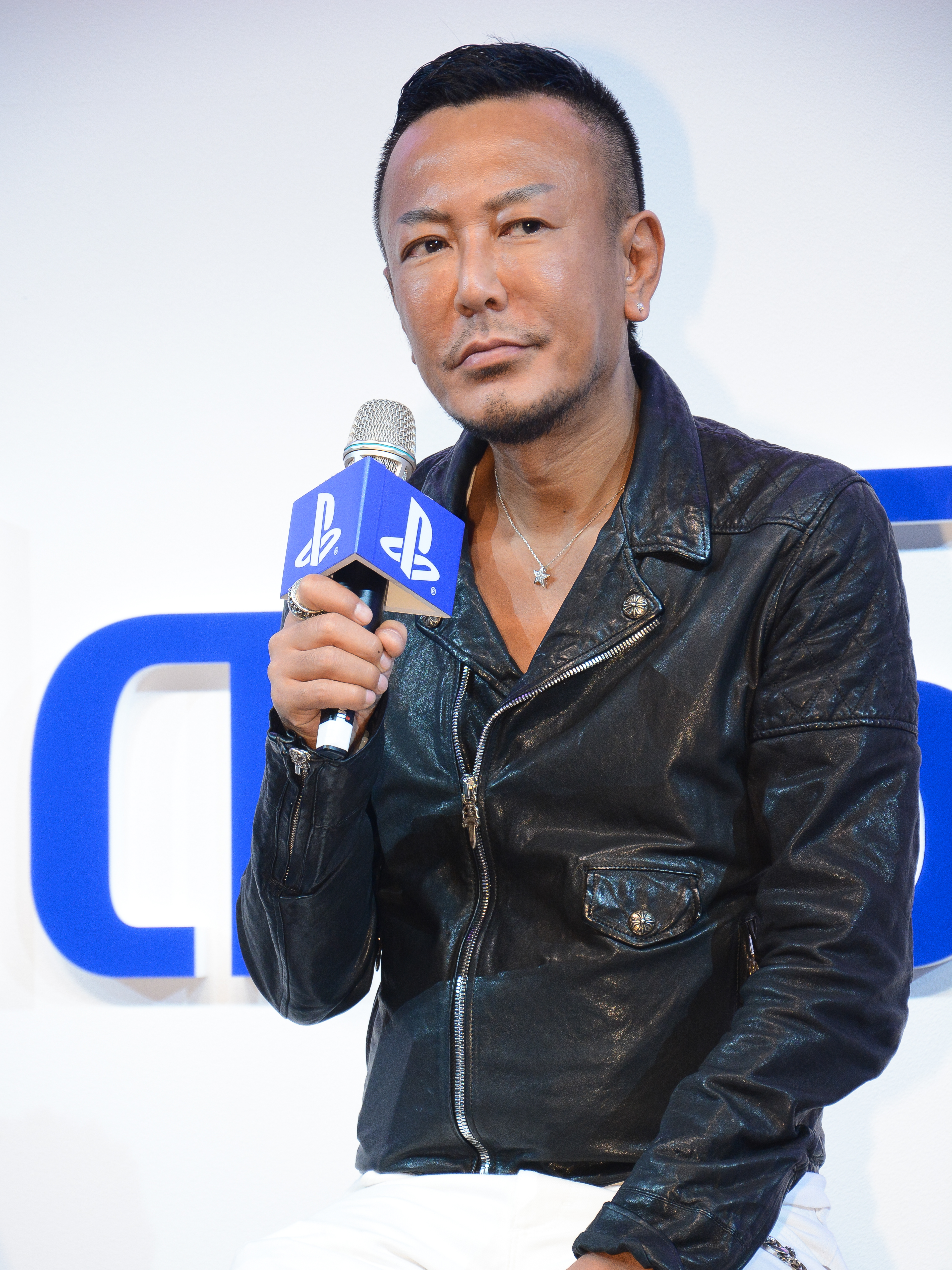
Toshihiro Nagoshi

Toshihiro Nagoshi (jap. 名越 稔洋 Nagoshi Toshihiro; ur. 1965), japoński producent i designer gier wideo, pracujący od lat dla firmy Sega. Prowadzi obecnie jedno z najważniejszych studiów Segi: Amusement Vision Najlepiej znany jest jako producent i reżyser gier z serii Super Monkey Ball, ale wyprodukował również gry Virtua Striker, Daytona USA oraz Spikeout. Wspólnie z Shigeru Miyamoto z Nintendo wyprodukował grę F-Zero GX na Nintendo Gamecube. Jest też producentem i scenarzystą mającej kilka milionów dolarów budżetu serii Ryuu ga Gotoku, znanej w Europie i Stanach Zjednoczonych pod nazwą Yakuza.